# La Petite Marionnette
Pour plus de détails, voir Fiche technique et Distribution.
La Petite Marionnette (Куколка, Koukolka) est un film soviétique réalisé par Isaak Fridberg, sorti en 1988.

## Fiche technique
- Titre : La Petite Marionnette[1]
- Titre original : Куколка (Koukolka)
- Réalisation : Isaak Fridberg
- Scénario : Igor Ageïev
- Photographie : Vladimir Nakhabtsev
- Musique : David Toukhmanov
- Pays d'origine : URSS
- Format : Couleurs - 35 mm - Mono
- Genre : drame
- Durée : 135 minutes
- Date de sortie : 1988

## Distribution
- Svetlana Zassypkina : Tania Serebriakova
- Vladimir Menchov : Vadim Nikolaïevitch
- Irina Metlitskaïa : Elena Mikhaïlovna
- Natalia Nazarova
- Galina Stakhanova : Valentina Nikolaïevna
- Ervant Arzoumanian
- Dmitri Zoubarev : Alexeï Panov
- Igor Boukatko : Khaliava
- Alexeï Popovitchev : Choura Piatietajny
- Mikhail Oussatchiov : Gueorgui Matveïevitch